# Les Folles Héritières
Pour plus de détails, voir Fiche technique et Distribution.
Les Folles héritières (The Gay Sisters) est un film américain réalisé par Irving Rapper, sorti en 1942.

## Synopsis
Fiona, Evelyn et Susie sont sœurs. Leurs parents morts, elles doivent gérer l’héritage familial par elles-mêmes. Mais un conflit de succession les oppose avec Charles Barclay. Les 3 sœurs, et plus particulièrement Fiona, vont tout faire pour conserver leur héritage et la maison de leur enfance.

## Fiche technique
- Titre : Les Folles Héritières
- Titre original : The Gay Sisters
- Réalisation : Irving Rapper
- Scénario : Lenore J. Coffee d'après un roman de Stephen Longstreet
- Production : Henry Blanke et Hal B. Wallis producteur exécutif (non crédité)
- Société de production : Warner Bros. Pictures
- Musique : Max Steiner
- Photographie : Sol Polito
- Montage : Warren Low
- Direction artistique : Robert M. Haas
- Costumes : Edith Head pour Barbara Stanwyck
- Pays de production : États-Unis
- Langue : anglais
- Format : Noir et blanc - Mono (RCA Sound System)
- Genre : Drame
- Durée : 110 minutes
- Dates de sortie : 
  - États-Unis : 1er août 1942
  - France : 4 février 1949

## Distribution
- Barbara Stanwyck : Fiona Gaylord
- George Brent : Charles Barclay
- Geraldine Fitzgerald : Evelyn Gaylord
- Nancy Coleman : Susie Gaylord
- Donald Crisp : Ralph Pedloch
- Gig Young : Byron Barr
- Gene Lockhart : M. Herschell Gibbon
- Larry Simms : Butch
- Donald Woods : Penn Sutherland Gaylord
- Grant Mitchell : Gilbert Wheeler
- William T. Orr : Dick Tone
- Anne Revere : Mlle Ida Orner
- Charles Waldron : M. Van Rennseler

Acteurs non crédités :
- Fern Emmett : L'épouse du fermier
- George Meeker : Le patron de Dick

## Galerie

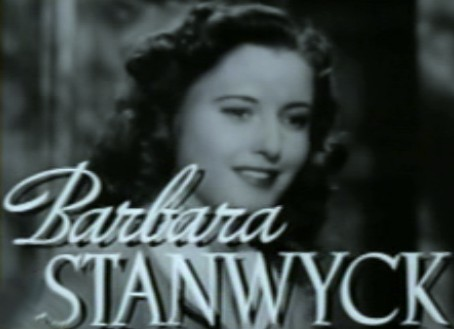
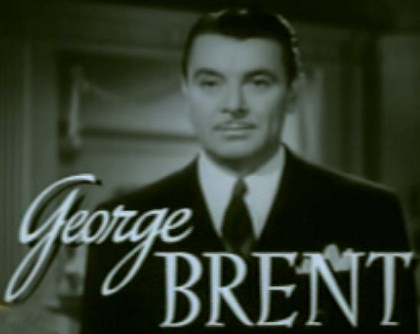
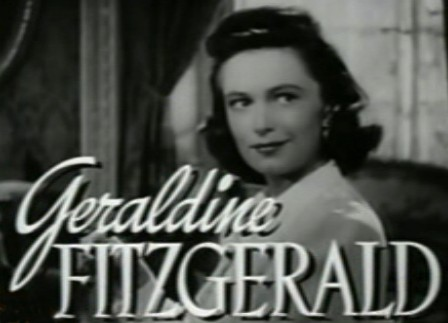
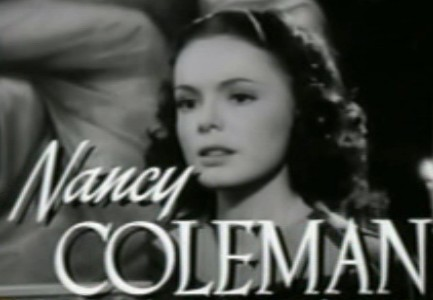
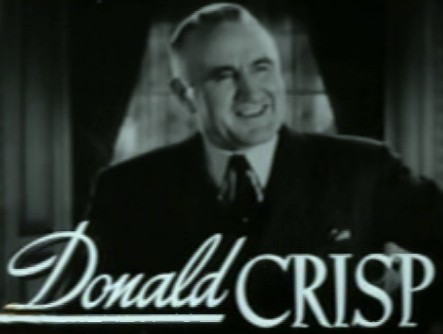